# Élections cantonales françaises de 1934
Des élections cantonales ont été organisées en France les 7 et 14 octobre 1934.

## Résultats
| Partis politiques ou coalitions | Partis politiques ou coalitions                       | Sortants | Élus             | Élus            | Total | Total |
| Partis politiques ou coalitions | Partis politiques ou coalitions                       | Sortants | Élus au 1er tour | Élus au 2e tour | Total | Total |
| ------------------------------- | ----------------------------------------------------- | -------- | ---------------- | --------------- | ----- | ----- |
|                                 | Parti communiste (PC)                                 | 17       | 12               | 22              | 34    | + 17  |
|                                 | Section française de l'Internationale ouvrière (SFIO) | 115      | 63               | 55              | 118   | + 3   |
|                                 | Socialistes de France (SdF)                           | 24       | 14               | 9               | 23    | - 1   |
|                                 | Parti républicain-socialiste (PRS)                    | 69       | 49               | 15              | 64    | - 5   |
|                                 | Parti radical-socialiste (RAD)                        | 503      | 403              | 81              | 484   | - 19  |
|                                 | Radicaux indépendants (Rad. Ind)                      | 169      | 128              | 17              | 145   | - 24  |
|                                 | Républicains de gauche (RDG)                          | 264      | 220              | 49              | 269   | + 5   |
|                                 | Parti démocrate populaire (PDP)                       | 25       | 26               | 10              | 36    | + 11  |
|                                 | Union républicaine et démocratique (URD)              | 258      | 227              | 48              | 275   | + 17  |
|                                 | Conservateurs (Cons.)                                 | 74       | 65               | 5               | 70    | - 4   |
| Total                           | Total                                                 | 1518     | 1207             | 311             | 1518  | 53    |